# Учэн-ди (Северная Ци)
Император Северной Ци У Чен-ди ((北)齊武成帝) (537—569), личное имя Гао Дань (高湛), прозвище Булуоцзи (步落稽), был императором Китайской династии Северная Ци. В его правление, политическая система Ци пришла в упадок, а он проводил время в пирах и развелечениях. В 565, он уступил трон сыну Гао Вэйю, приняв титул Тайшан Хуан (император в отставке), но оставил себе часть власти. После его смерти в 569 Ци станет стремительно деградировать и развалится в 577.

## Эры правления
- Тайнин (太寧 tài níng) 561—562
- Хэцин (河清 hé qīng) 562—565

## Личная информация
- Отец
  - Гао Хуань
- Мать
  - Лоу Чжаоцзинь
- Жёны
  - Принцесса Юйцзюлюй, принцесса Линьхэ, дочь жужаньского Хана Юйцзюлюй Аньлочэнь
  - Императрица Ху (с 562)
- Наложницы
  - Наложница Ли, мать Чо (ум. 574)
- Дети
  - Гао Чо (高綽) (р. 557), ханьянский ван (с 560?), потом наньянский (с 564, убит Гао Вэйем в 574)
  - Гао Вэй (高緯), наследник (с 562), позже император
  - Гао Янь (高儼) (р. 558), ван дунпинский (с 564), ван Ланъе (с 569, убит Гао Вэйем в 571), посмертно Император Гунай-ди Чу
  - Гао Ко (高廓), ван Цианя (с 566, казнён У-ди (Северная Чжоу) 577)
  - Гао Чжэнь (高貞), ван бэйпинский (с 566, казнён У-ди (Северная Чжоу) 577)
  - Гао Жэньин (高仁英), ван гаопинский (с 566, у. 594?)
  - Гао Жэньгуан (高仁光), хуайнаньский ван (с 566, казнён У-ди (Северная Чжоу) 577)
  - Гао Жэньцзи (高仁幾), сихэский ван (с 568, казнён У-ди (Северная Чжоу) 577)
  - Гао Жэньюн (高仁邕), лэпинский ван (с 568. казнён У-ди (Северная Чжоу) 577)
  - Гао Жэньцзянь (高仁儉), инчуаньский ван (с 568, казнён У-ди (Северная Чжоу) 577)
  - Гао Жэнья (高仁雅), ван Аньлэ (с 568)
  - Гао Жэньчжи (高仁直), даньянский ван (с 568, казнён У-ди (Северная Чжоу) 577)
  - Гао Жэньцянь (高仁謙), дунхайский ван (с 568, казнён У-ди (Северная Чжоу) 577)
  - Принцесса Юнчан
  - Принцесса Дунъань